# Mexikanische Badmintonmeisterschaft 1968
Die Mexikanische Badmintonmeisterschaft 1968 fand in Mexiko-Stadt statt. Es war die 22. Auflage der nationalen Titelkämpfe von Mexiko im Badminton. Vizemeister im Herreneinzel wurde Antonio Rangel.

## Titelträger
| Disziplin    | Sieger                           |
| ------------ | -------------------------------- |
| Herreneinzel | Roy Díaz González                |
| Dameneinzel  | Carolina Allier                  |
| Herrendoppel | Roy Diáz González Esteban Reyes  |
| Damendoppel  | Carolina Allier Lucero Soto      |
| Mixed        | Guillermo Allier Carolina Allier |

Anmerkungen
1. ↑  Mexikanischer Verband und IBF-Handbuch listen unterschiedliche Sieger im Herrendoppel. Der Verband listet Roy Díaz González und Esteban Reyes, das Handbuch Jorge Palazuelos und Francisco Sañudo.